# IBM
International Business Machines Corporation  (IBM) (NYSE: IBM) es una empresa tecnológica multinacional estadounidense con sede en Armonk, Nueva York. IBM fabrica y comercializa hardware y software para computadoras, y ofrece servicios de infraestructura, alojamiento de Internet, y consultoría en una amplia gama de áreas relacionadas con la informática, desde computadoras centrales hasta nanotecnología.
La empresa fue fundada en 1911 como Computing Tabulating Recording Corporation, siendo el resultado de la fusión de cuatro empresas: Tabulating Machine Company, International Time Recording Company, Computing Scale Corporation, y Bundy Manufacturing Company. CTR adoptó el nombre de International Business Machines el 14 de febrero de 1924, utilizando un nombre previamente designado a una filial de CTR en Canadá, y posteriormente en América del Sur.
En 2011, la revista Fortune clasificó a IBM como la empresa número 18 en los Estados Unidos en tamaño, y la empresa número 7 en beneficios. Globalmente, la empresa fue clasificada como la empresa número 31 en tamaño por Forbes en 2011. Por el número de empleados (más de 425.000) es la segunda empresa más grande del mundo, superada solamente por Walmart. La firma está presente en más de 200 países, y su personal incluye científicos, ingenieros, consultores y profesionales de ventas.
IBM posee más patentes que ninguna otra empresa de tecnología de Estados Unidos, y tiene doce laboratorios de investigación. Denominados "IBMers", sus empleados han recibido cinco Premios Nobel, cuatro Premios Turing, nueve National Medals of Technology y cinco National Medals of Science. Las invenciones famosas de IBM incluyen el cajero automático, el disquete, el disco duro, la banda magnética, el modelo relacional, el formato de código de barras UPC, el sistema de reservas aéreas SABRE, la memoria RAM dinámica y el sistema de inteligencia artificial Watson.

## Historia

### 1881-1929

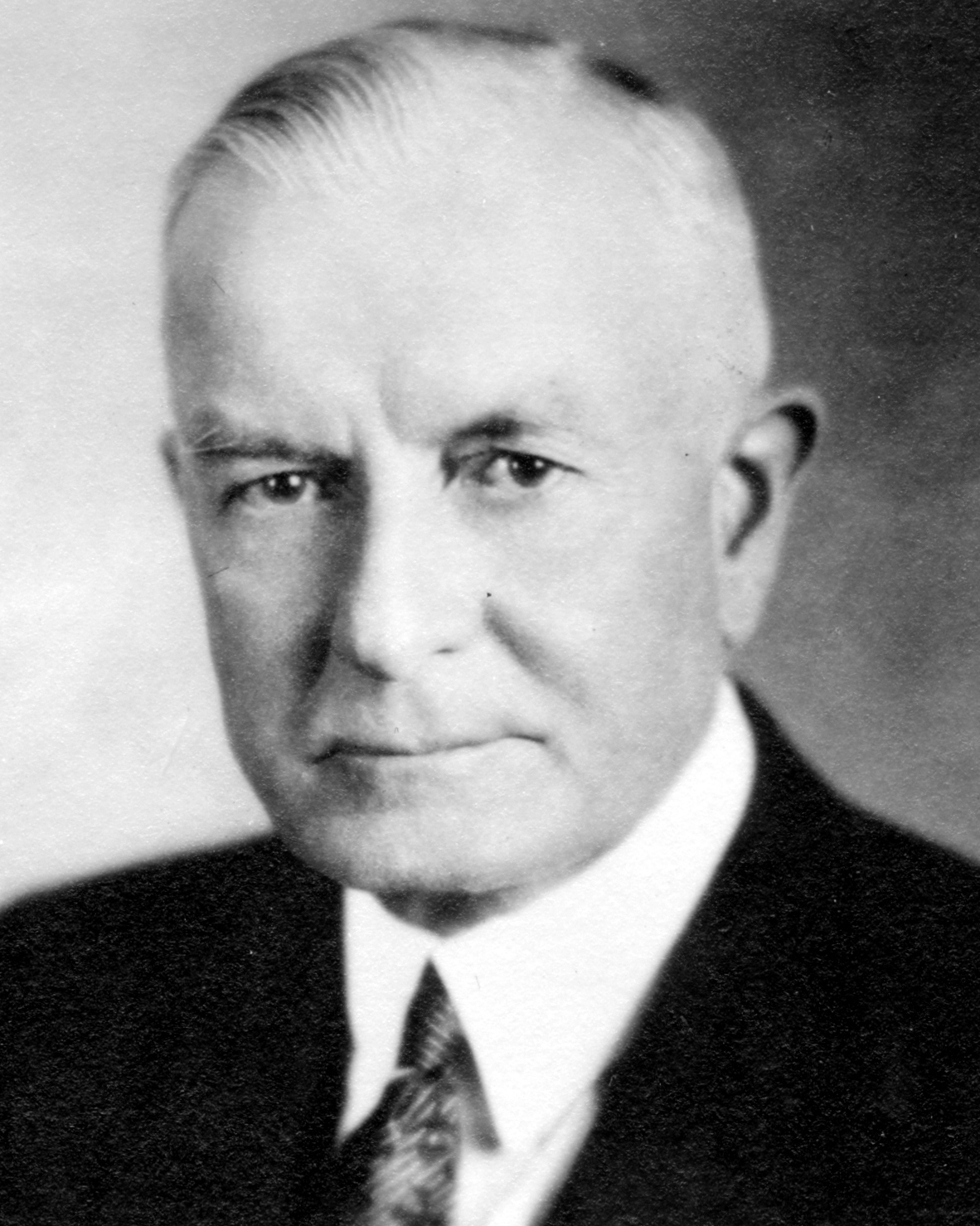
Thomas John Watson, el líder de IBM desde 1914 hasta 1956

A partir del siglo XIX, se desarrollaron varias tecnologías que formarían parte de las compañías predecesoras de IBM. Julius E. Pitrap patentó la escala de computación en 1885; Alexander Dey inventó el dial de grabación en 1888; y en 1889, Herman Hollerith patentó la "Electric Tabulating Machine" ("máquina eléctrica de tabulación") y Willard Bundy inventó un reloj de fichar para grabar los tiempos de llegada y salida de los empleados en una cinta de papel. El 16 de junio de 1911, estas tecnologías y sus empresas respectivas fueron fusionadas por Charles Ranlett Flint para formar la Computing-Tabulating-Recording Company (CTR). La empresa, ubicada en la ciudad de Nueva York, contaba por entonces con 1.300 empleados, así como oficinas y plantas en Endicott y Binghamton, Nueva York; Dayton, Ohio; Detroit, Míchigan; Washington D. C., y Toronto, Ontario. CTR inicialmente fabricó y vendió una amplia gama de máquinas, desde escalas comerciales y sistemas para el control de empleados industriales, hasta cortadoras automatizadas de carne y queso. Además fabricaban tabuladoras y equipos para la gestión de tarjetas perforadas, que serían un elemento clave de los futuros computadores. Con el tiempo, CTR se centraría en estos equipos y dejaría a un lado la fabricación del resto de sus productos.
Flint reclutó en 1914 a Thomas John Watson, procedente de la National Cash Register Company, para colaborar en la dirección de la empresa. Watson dispuso "incentivos de ventas generosos, un enfoque en los servicios al cliente, insistió en que los vendedores debían presentarse impolutos con trajes oscuros, y un fervor casi evangélico para inculcar orgullo empresarial y lealtad corporativa en cada empleado." Su eslogan favorito, "Think, reflexione" (Piensa, reflexiona), se convirtió en un mantra para los empleados de CTR. Once meses después de unirse a la compañía, Watson se convirtió en su presidente. La compañía se centró en proporcionar soluciones de tabulación para empresas, dejando el mercado de productos pequeños a otros. Durante los siguientes cuatro años de Watson en CTR, los ingresos de la empresa se duplicaron con creces, hasta alcanzar los 9 millones de dólares, y sus operaciones se expandieron a Europa, América del Sur, Asia y Australia. El 14 de febrero de 1924, CTR fue renombrada como International Business Machines Corporation (IBM), señalando la necesidad de hacer corrsponder su nombre con "el crecimiento y la expansión de sus actividades."

### 1930-1979

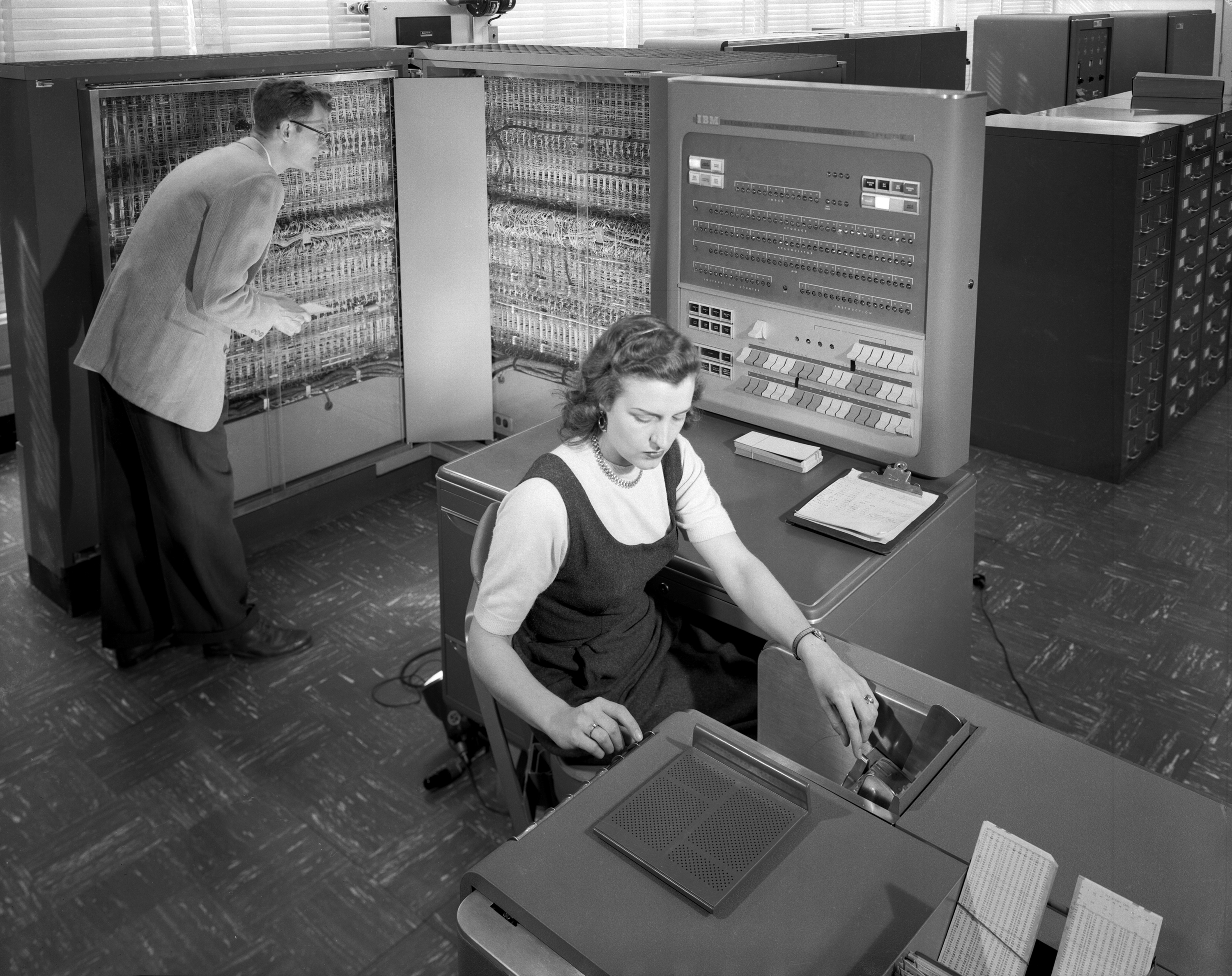
Investigadores del NACA utilizando una máquina de procesamiento electrónico de datos IBM tipo 704 en 1957

A mediados de los años 1930, IBM empezó a fabricar máquinas de escribir.
En 1937, los equipos de tabulación de IBM permitieron que diversas organizaciones procesaran cantidades de datos sin precedentes, con clientes como el Gobierno federal de los Estados Unidos durante su primera tentativa para mantener los registros de empleo de 26 millones de personas de acuerdo con la "Ley de Seguridad Social"; o como el Tercer Reich, principalmente a través de su filial alemana, Dehomag. Además, en junio de 1937, Thomas Watson, el presidente fundador de la empresa, tuvo un encuentro con Adolf Hitler para discutir con él las cuestiones del suministro de equipos, y más adelante aceptó una distinción que se volvería en su contra: una medalla creada para extranjeros "que demostraron ser dignos del Reich alemán." Rebosante de esvásticas y águilas, la medalla confirmaba la contribución de IBM a la automatización de la Alemania nazi. En 1941, Watson devolvió su medalla, pero las tecnologías de la empresa pasaron a ser utilizadas para gestionar los suministros y para acomodar a los prisioneros en Auschwitz y en otros campos de concentración nazis.
Durante la Segunda Guerra Mundial, IBM produjo armas portátiles, tales como la carabina M1 y el fusil automático Browning. En 1944, completó la construcción de la computadora "Automatic Sequence Controlled Calculator" ("Calculadora controlada por secuencia automática"), también conocida como Harvard Mark I (o simplemente Mark I), construida para la Armada de los Estados Unidos.
En 1952, Thomas J. Watson, Jr. se convirtió en el presidente de la empresa, tras casi 40 años de liderazgo de su padre. En 1953, IBM creó el IBM 701, el primer gran computador basado en válvulas de vacío, tecnología que sustituyó a los interruptores electromecánicos. En 1954 introdujo la IBM 650. En 1956, Arthur L. Samuel, del laboratorio de IBM en Poughkeepsie, Nueva York, programó un IBM 704 para jugar a las damas utilizando un método por el que la máquina podía "aprender" a partir de su propia experiencia. Se cree que este es el primer programa de "auto-aprendizaje," una demostración del concepto de inteligencia artificial.
En 1957, IBM desarrolló el primer sistema de almacenamiento informático basado en un disco duro, llamado el IBM 305 RAMAC, y creó el lenguaje de programación científico FORTRAN (FORmula TRANslation). El RAMAC ATOGA es el predecesor de los discos duros actuales y estaba formado internamente por cincuenta discos. En 1959, los transistores empezaron a sustituir a las válvulas de vacío. Uno de los primeros computadores de IBM basados en transistores fue el IBM 7090. Antes de esa época, los computadores se utilizaron principalmente en centros de investigación y del gobierno, y no fueron utilizados regularmente por empresas.

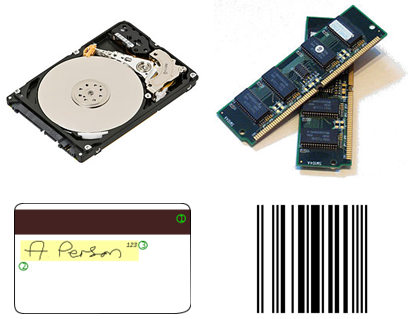
Invenciones de IBM: la unidad de disco duro, la memoria RAM dinámica, el Código Universal de Producto (UPC), y la tarjeta de banda magnética

A comienzos de los años 1960, IBM comenzó a transformarse en una empresa dedicada exclusivamente a la informática, dejando paulatinamente la fabricación de equipos para tarjetas perforadas y máquinas de escribir.
En 1961, Thomas J. Watson, Jr. fue elegido presidente de la junta, y Albert Lynn Williams fue nombrado presidente de la empresa. IBM comenzó a desarrollar el sistema de reservas Sabre (Semi-Automatic Business-Related Environment) para American Airlines. La máquina de escribir "Selectric" fue introducida por lafirma el 31 de julio de 1961, y acabó siendo muy exitosa.
En 1963, los empleados y los computadores de IBM ayudaron a la NASA cuando estaba siguiendo el vuelo orbital de los astronautas del Programa Mercury, y un año después la empresa trasladó sus operaciones de la ciudad de Nueva York a su sede actual en Armonk. La segunda mitad de esa década vio a IBM continuando su soporte en la exploración espacial, al participar en el Programa Gemini en 1965, el vuelo del Saturno IB en 1966 y el primer alunizaje de un ser humano en la Luna en 1969.

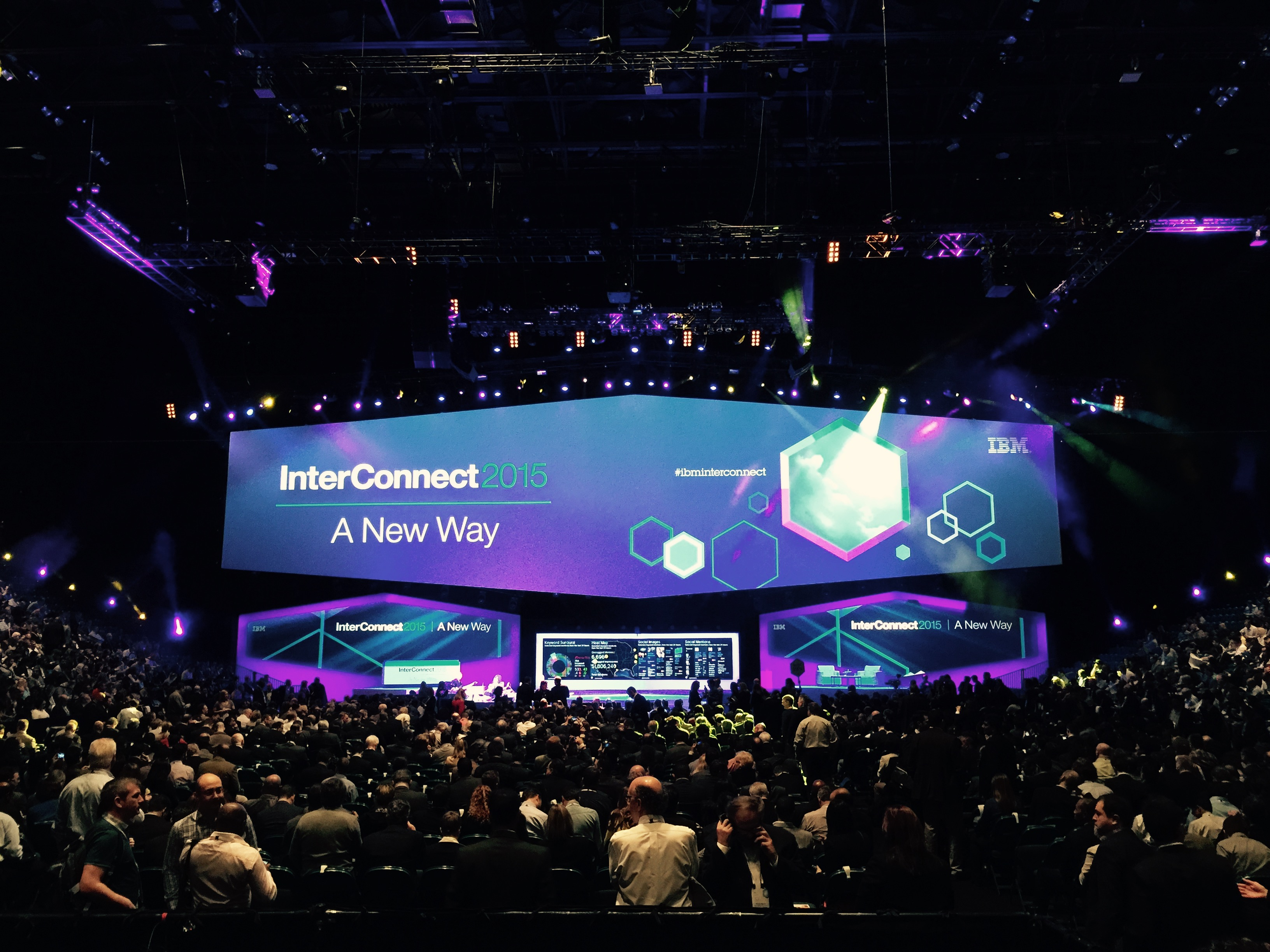
InterConnect, la conferencia anual de IBM sobre la computación en la nube y las tecnologías móviles

El 7 de abril de 1964, IBM lanzó el System/360, la primera arquitectura de computadores que permitía intercambiar los programas y periféricos entre los distintos equipos componentes de la arquitectura, al contrario de lo existente anteriormente, cuando cada equipo era una caja cerrada incompatible con los demás equipos. La orden de crear esta arquitectura partió directamente del gerente de IBM de la época, Thomas J. Watson, Jr. El desarrollo del System/360 fue tan costoso que prácticamente llevó a la quiebra a IBM, pero tuvo tal éxito al lanzarse al mercado que los nuevos ingresos y el liderazgo que consiguió IBM respecto a sus competidores resarcieron a la compañía de todos los gastos.
Fue tal el éxito de IBM de mediados de los años 1960, que provocó que la empresa fuera investigada por monopolio. De hecho, tuvo un juicio, que comenzó en 1969, en el que fue acusada de intentar monopolizar el mercado de los dispositivos electrónicos de propósito general, concretamente el mercado de computadores empresariales. El juicio continuó hasta 1983 y tuvo gran impacto en las prácticas de la empresa. En 1969, IBM introdujo la ingeniería en sistemas computacionales como un coste laboral.
Durante los años 1970, IBM planteó otra definición de los sistemas computacionales, y continuó creando nuevos dispositivos informáticos. En 1971 creó el disco flexible y poco después empezó a comercializar predecesores de los actuales lectores de códigos de barras y cajeros automáticos. En 1973, el ingeniero George J. Laurer desarrolló el formato de código de barras UPC.

### 1980-presente

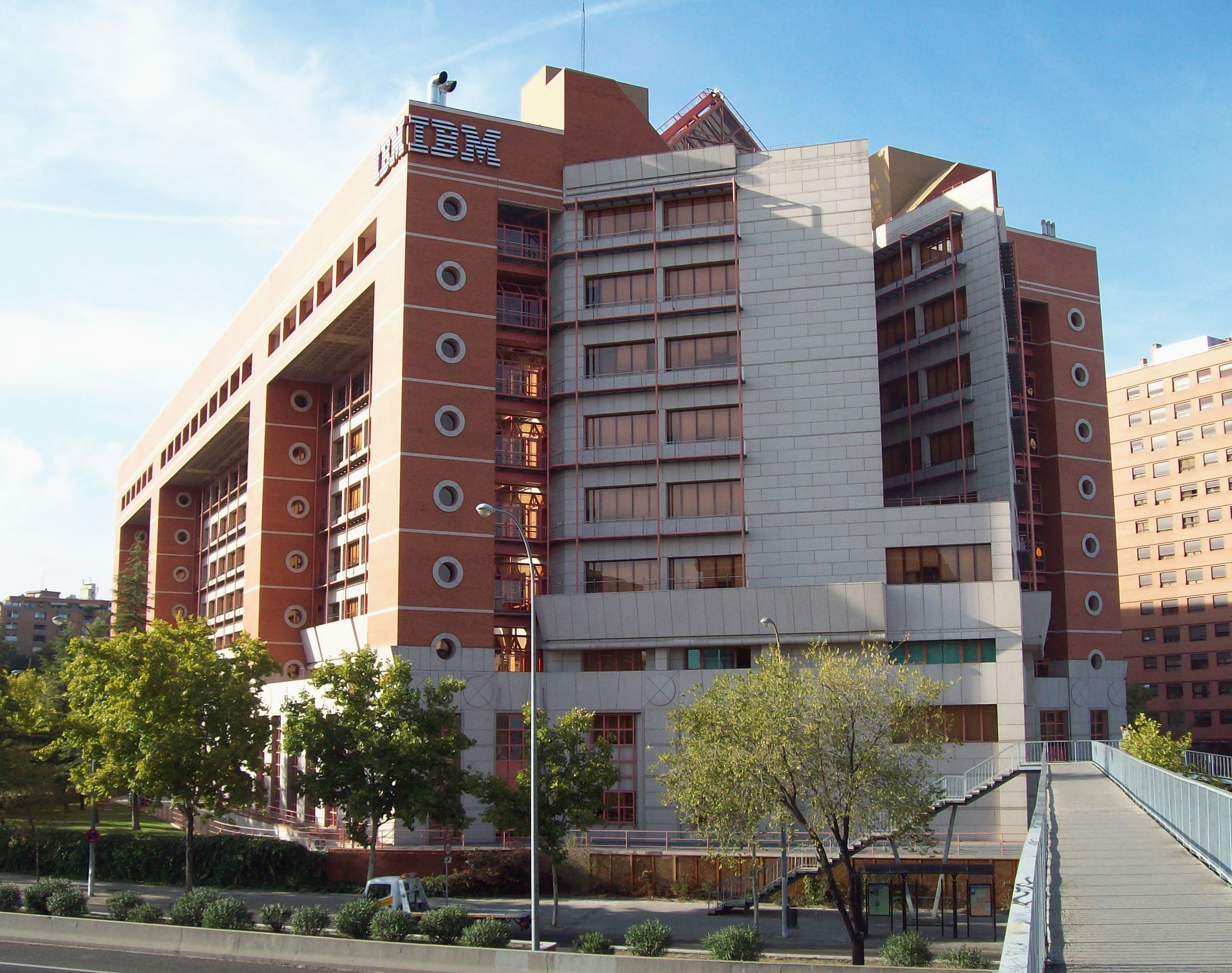
Edificio de IBM en Madrid (España), de 1989

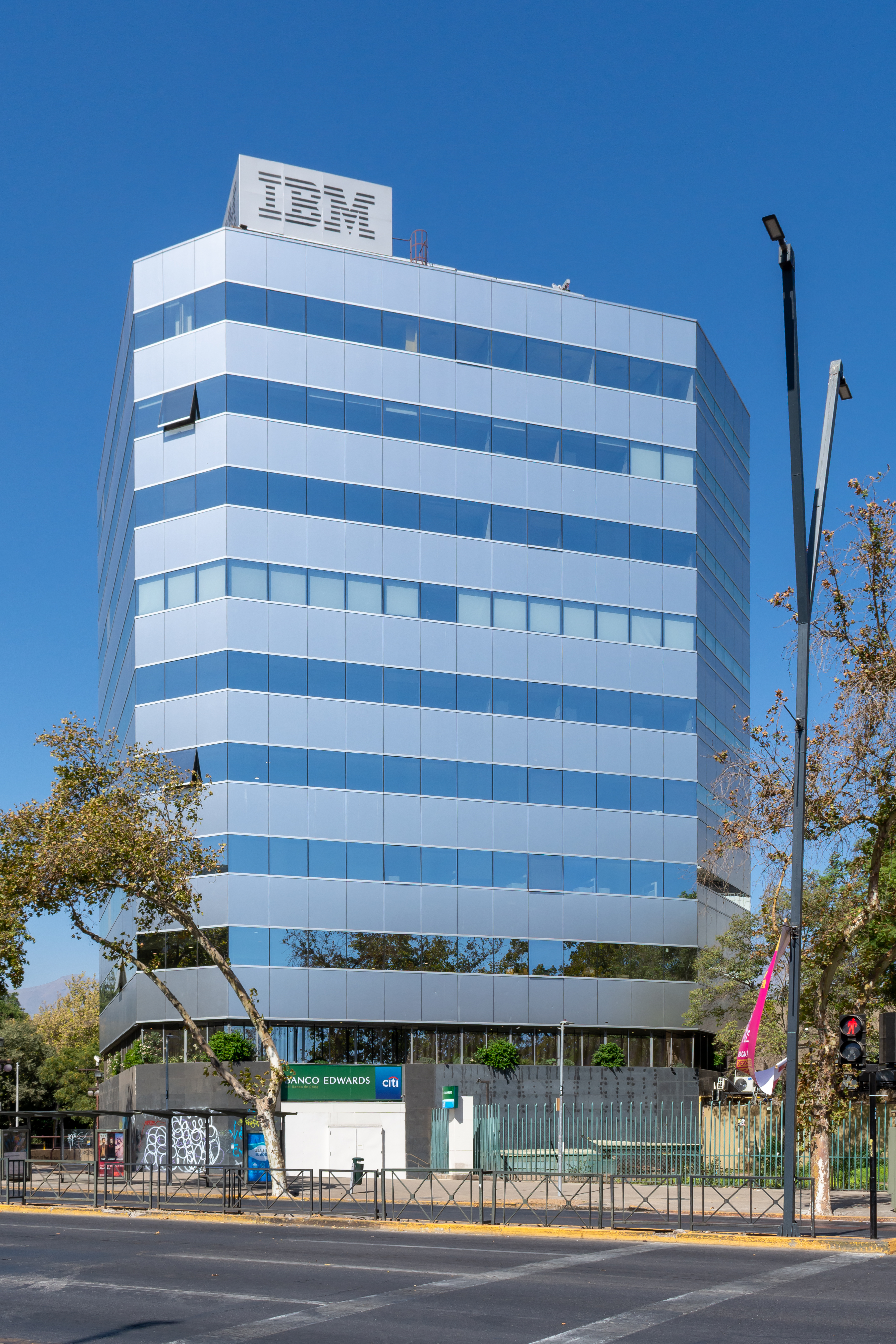
Edificio IBM Chile en Providencia, Santiago de Chile, construido en 1986 y remodelado en 2018

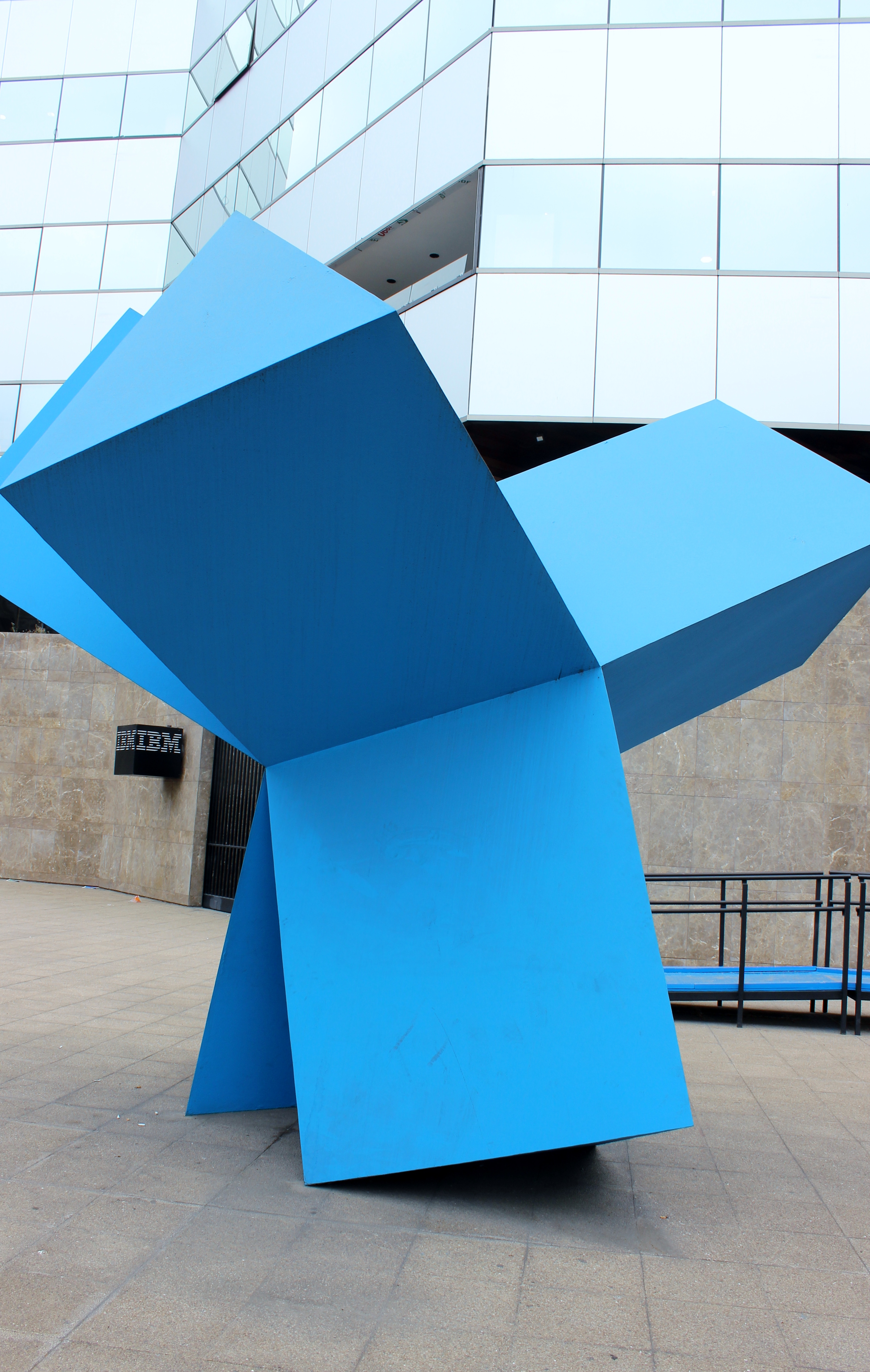
Escultura de Carlos Ortúzar a los pies de IBM Chile

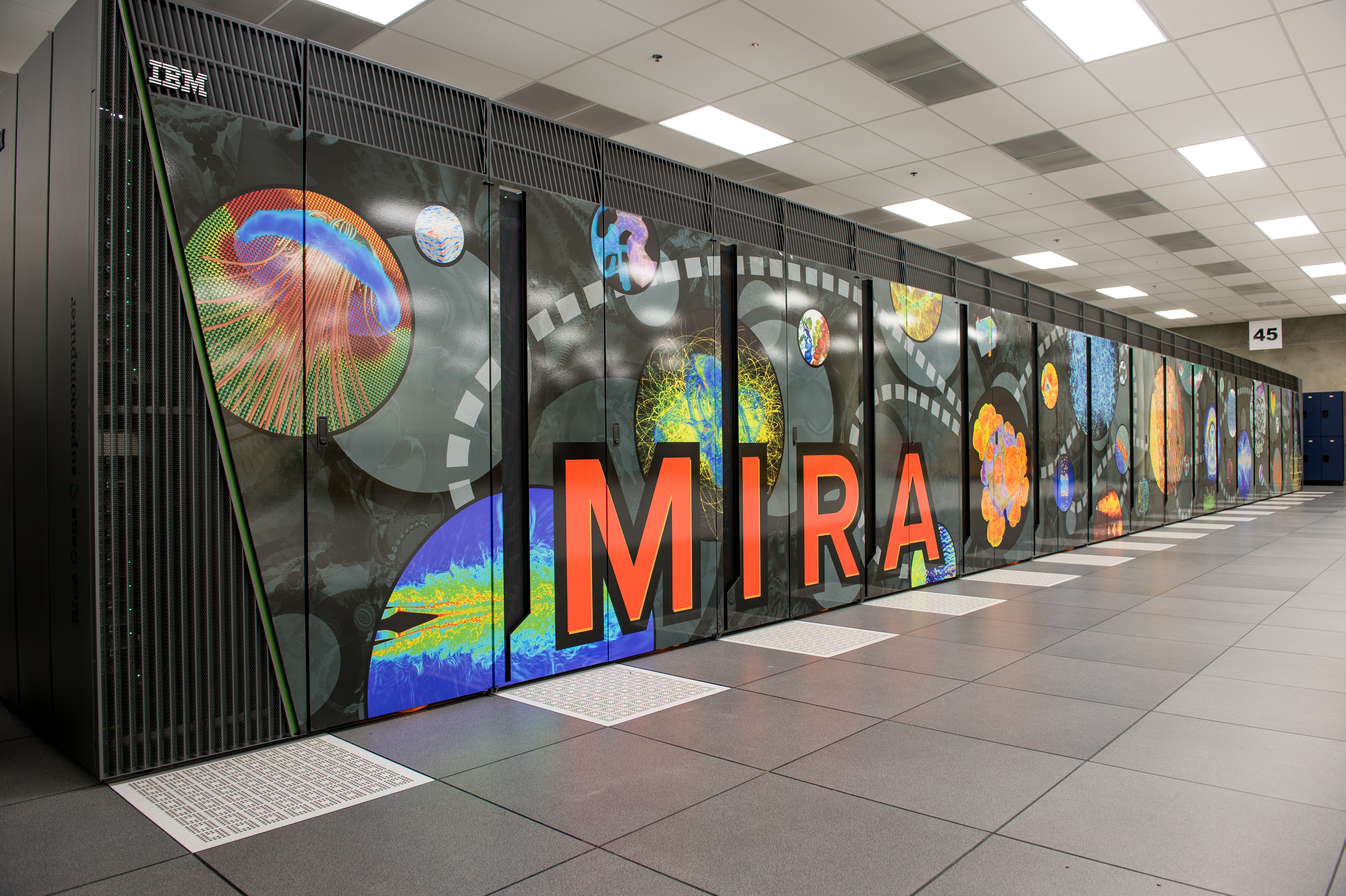
Blue Gene ganó la Medalla Nacional de Tecnología e Innovación en 2009

En 1980, IBM creó el IBM PC, que se convirtió en el computador personal de más éxito de todos los tiempos. Este éxito no era esperado por IBM, que creó el IBM PC de forma rápida y comprando componentes de gama baja a otros fabricantes, cosa que no había hecho hasta el momento, con el propósito deliberado de que el IBM PC no absorbiera parte del mercado de computadores más potentes de la compañía. Además, el sistema operativo del IBM PC tampoco fue creado por IBM, sino que fue contratado a Microsoft.

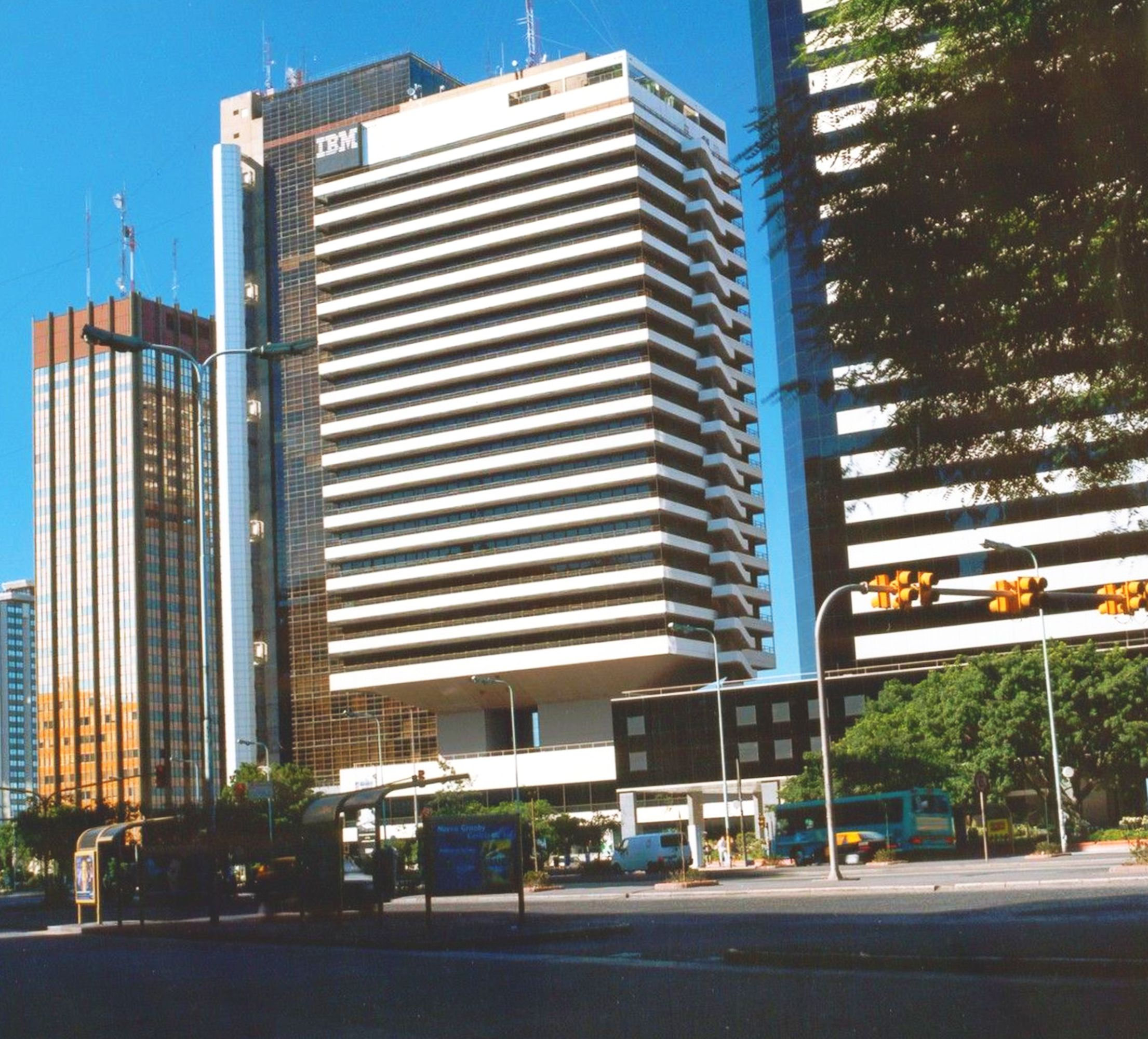
Edificio IBM Buenos Aires

Debido a que no estaba creado desde cero por IBM, poco después comenzaron a aparecer equipos compatibles con el IBM PC de otros fabricantes, y Microsoft empezó a crecer al vender licencias del sistema operativo del IBM PC a estos otros fabricantes.
Durante los años 1980, cuatro trabajadores de la empresa recibieron el premio Nobel. En 1991, la empresa formó Lexmark cuando vendió sus operaciones de impresoras a la empresa de inversión Clayton and Dubilier, Inc.
El 19 de enero de 1993, IBM anunció unas pérdidas de cerca de 8.000 millones de dólares, lo que se convirtió en el récord de pérdidas hasta entonces de una empresa en toda la historia de los Estados Unidos. Parte de esas pérdidas se debieron a que el IBM PC absorbió gran parte del mercado de computadores más potentes y a que los fabricantes de computadores compatibles con el IBM PC cada vez tenían más cuota de mercado. El gran cambio en IBM se dio en 1993, cuando Louis V. Gerstner, Jr. se convirtió en el primer ejecutivo de alto nivel en la historia de IBM que no provenía de sus filas. Lou, como se le conocía, había sido presidente en empresas de fabricación de alimentos, cigarrillos y tarjetas de crédito, pero jamás de empresas de tecnología. A partir de entonces, IBM comenzó a transformarse en una empresa de servicios, reduciendo su dependencia económica de la venta de equipos. Esta tendencia se incrementó, especialmente desde que en 2002 Samuel J. Palmisano, sucesor de Lou, dejara de dirigir la rama de servicios de IBM para convertirse en el nuevo primer ejecutivo de la empresa. En 2003, alrededor del 50 % de los ingresos de IBM provienen de la rama de servicios, mientras que la venta de equipos supone aproximadamente el 30 %.
En 1999, varios miles de equipos Aptiva 240, 301, 520 y 580 fabricados entre el 5 y el 17 de marzo fueron lanzados portando el virus CIH, justo un mes antes de que se activase.
En octubre de 2002, IBM adquirió PricewaterhouseCoopers, una empresa de servicios profesionales, por 3.900 millones de dólares. La empresa de consultoría fue absorbida en IBM Global Business Services, aumentando el tamaño y las capacidades de la práctica de consultoría de IBM.
El 10 de diciembre de 2004, IBM terminó las negociaciones encaminadas a vender la división de computadoras personales al grupo chino Lenovo por 650 millones de dólares en efectivo y 600 millones más en acciones (un 19 % de Lenovo). Junto con la división de PC, Lenovo consiguió el traspaso de alrededor de 10.000 empleados de IBM y el derecho a usar las marcas IBM y Thinkpad durante cinco años. En 2009, IBM adquirió la empresa de software SPSS Inc., y el mismo año, el programa de supercomputación Blue Gene fue premiado con la Medalla Nacional de Tecnología e Innovación por el presidente de los Estados Unidos Barack Obama.
En el 2011 IBM compró a la empresa i2, que produce software de análisis visual, cuya principal herramienta (Analyst's Notebook) ha recibido varios premios como tecnología de punta.
En 2011, IBM ganó atención mundial para su programa de inteligencia artificial "Watson," que se mostró en el concurso de televisión Jeopardy!, derrotando a dos campeones notables del programa, Ken Jennings y Brad Rutter.
El 20 de marzo de 2018, IBM creó el ordenador más pequeño del mundo.
Los inversores de IBM denunciaron a la compañía por la cooperación con la Agencia de Seguridad Nacional americana, lo que ha causado que el precio de las acciones cayese después de las revelaciones de espionaje masivo de la NSA, debido a una reducción de las exportaciones, sobre todo a países como China.
IBM también ha sido acusada de hacer lobby por la Cyber Intelligence Sharing and Protection Act, que permitirá a IBM compartir datos de los clientes con la NSA.
En el CES de 2019, IBM presentó el IBM Q System One, el primer ordenador cuántico para uso comercial. En el mismo se combina tanto la computación cuántica como "tradicional" para ofrecer un sistema de 20 cúbits que utilizar en investigaciones y grandes cálculos. Tras estar presente de manera virtual en la edición del 2021, IBM tampoco ha estado en la edición 2022 del Consumer Electronics Show 2022 de manera presencial.
El 9 de noviembre de 2022 alcanzó un nuevo hito cuántico al alcanzar los 433 cúbits gracias a su nuevo procesador "Osprey" combinado con el sistema "IBM Quantum System Two".

## Cultura y calidad empresarial
IBM suele ser descrita como una empresa orientada a las ventas. Tradicionalmente, muchos de sus ejecutivos y administradores principales eran elegidos de entre sus vendedores. Además, la alta y media administración solía apoyar a los vendedores que estaban en proceso de hacer una venta a clientes importantes.
Con el tiempo la empresa se ha ido volviendo más técnica. Así, en 2003, alrededor de 178.000 de los 320.000 empleados con que cuenta IBM eran parte de la comunidad técnica, y de ellos 38.000 estaban relacionados con el software.
Históricamente, el uniforme de trabajo de los empleados de IBM era un traje azul con camisa blanca y corbata oscura, de donde viene el sobrenombre de la empresa, Big Blue ("El Gigante Azul"). En los años 1990, bajo Louis V. Gerstner, Jr., IBM suavizó las normas referentes a vestuario y actualmente no difiere de otras grandes empresas tecnológicas. Con respeto a las relaciones laborales, IBM tradicionalmente ha resistido la organización de los sindicatos. Sin embargo, los sindicatos representan a algunos de sus empleados fuera de los Estados Unidos.
En la actualidad, la cultura empresarial de IBM está siendo un defensor principal en el movimiento de código abierto ("open source" en inglés). La empresa también está invirtiendo miles de millones de dólares en servicios y software basados en GNU/Linux, a través del IBM Linux Technology Center, que incluye alrededor de 300 empleados de IBM que trabajan en el núcleo Linux. IBM también ha lanzado códigos bajo varias licencias de código abierto, tales como el framework multiplataforma Eclipse, la licencia International Components for Unicode (ICU) y el sistema de gestión de bases de datos relacionales Apache Derby, que está basado en el lenguaje de programación Java. Sin embargo, la participación de IBM en el movimiento de código abierto ha causado algunos problemas a la empresa (véase la disputa sobre la autoría de GNU/Linux).
En julio de 2020 se dio a conocer la existencia de un convenio entre el IESA y la empresa IBM para formar especialistas en ciencias de datos, inteligencia artificial y ciberseguridad.
Además, IBM cuenta con las normas oficiales ISO/IEC MPEG, junto con los demás estándares de la familia, tales como MPEG-1, MPEG-2 BC, MPEG-2 AAC, MPEG-4 y MPEG-7.

## Apéndices

### Absorciones recientes
- Red Hat en 2018, por $34.000.000.000
- The Weather Channel en 2015
- Coremetrics y Unica Corporation en 2010
- SPSS en 2009
- Cognos y ILOG en 2008
- Datamirror en 2007
- Softek Solutions, Inc en 2007
- MRO Software en 2006, por $740.000.000
- Internet Security Systems en 2006
- Alphablox en 2004
- Candle Corp en 2004
- Rational Software en 2003, por $2.100.000.000
- La consultora PricewaterhouseCoopers en 2002, por $3.900.000.000
- Informix Software (realmente una compra de activos) en 2001, por $1.000.000.000
- Sequent Computer Systems en 1999, por $810.000.000
- Tivoli Systems en 1995, por $750.000.000
- Lotus Development Corporation en 1995, por $3.500.000.000

### Subsidiarias y otras compañías relacionadas
- Ingeniería del Software Avanzado (INSA), proyecto empresarial iniciado en 1991 por IBM España y Catalana Occidente.
- Lexmark, compañía creada en 1991 como una empresa externa enfocada a la fabricación de impresoras, en 1995 IBM puso a la venta una parte de la compañía mediante la colocación de acciones en NYSE, con lo que se desincorpora de IBM.
- Taligent, compañía creada en 1992 junto con Apple Computer para desarrollar un nuevo sistema operativo que trabajara en cualquier arquitectura de hardware. En 1998, la compañía fue incorporada a la estructura de IBM y posteriormente disuelta.
- Hitachi Global Storage Technologies, empresa formada por IBM e Hitachi para manejar las tecnologías de almacenamiento de datos de ambas, entre las que se incluyen los discos duros y los Microdrives.
- ScanSoft vende y da soporte a los productos de reconocimiento de voz de IBM bajo la marca ViaVoice. También distribuye un producto similar bajo el nombre Dragon Naturally Speaking.
- IBM Global Network fue la división de servicios de Internet de IBM, adquirida en 1999 por AT&T. Actualmente se llama AT&T Business Internet.
- Lenovo es el grupo chino que compró a IBM su división de computadores personales desde finales de 2004.
- ViewNext una empresa de Servicios de Tecnologías de la información del grupo IBM en España, especializados en servicios de gestión y desarrollo de aplicaciones e infraestructuras.

### Lista de gerentes
- Thomas John Watson, 1911 - 1956
- Thomas J. Watson Jr., 1956 - 1971
- T. Vincent Learson, 1971 - 1973
- Frank T. Cary, 1973 - 1981
- John R. Opel, 1981 - 1985
- John F. Akers, 1985 - 1993
- Louis V. Gerstner, Jr., 1993 - 2002
- Samuel J. Palmisano, 2002 - 2011
- Ginni Rometty, 2012 - 2020
- Arvind Krishna, 2020 - actualidad

## Registro ambiental
En 2005, IBM fue reconocido como una de las "20 mejores empresas para trabajadores que viajan" por la Agencia de Protección Ambiental de los Estados Unidos. El propósito del premio fue para reconocer las empresas en la lista Fortune 500 que proporcionaron a sus empleados beneficios excelentes para ayudar en reducir tráfico y contaminación atmosférica.
Sin embargo, el pueblo de nacimiento de IBM, Endicott, Nueva York, sufrió contaminación durante décadas. IBM utilizó líquidos de limpieza en operaciones de montaje de circuitos impresos por más de dos décadas, y se registraron seis derrames y fugas, incluyendo una fuga en 1979 de 4.100 galones de un tanque subterráneo, lo que supuso la acumulación de compuestos orgánicos volátiles en el suelo y en los acuíferos de la ciudad. Oligoelementos de compuestos orgánicos volátiles han sido identificados en el agua potable de Endicott, pero los niveles se encuentran dentro de los límites reglamentarios. También, a partir de 1980, IBM ha bombeado 78.000 galones de productos químicos, incluido 1,1,1-tricloroetano, freón, benceno, y percloroeteno al aire, provocando supuestamente varios casos de cáncer entre la población. La sede de IBM en Endicott ha sido identificada por el Departamento de Conservación del Medio Ambiente del Estado de Nueva York como la fuente principal de la contaminación, aunque restos de los contaminantes de una tintorería local y otros contaminantes también han sido encontrados. A pesar de la cantidad de productos contaminantes, los funcionarios estatales no pudieron verificar si la contaminación hídrica en Endicott ha causado problemas de salud realmente. Según los funcionarios de la ciudad, las pruebas demuestran que el agua es segura para beber.
Tokio Ohka Kogyo Co., Ltd. (TOK) e IBM están colaborando para establecer nuevos métodos de bajo costo para introducir al mercado la próxima generación de productos de energía solar, el módulo de células fotoeléctricas llamado CIGS (Copper-Indium-Gallium-Selenide). El uso de la tecnología de lámina delgada, como la CIGS, promete reducir el costo total de las células solares y además permitir su adopción generalizada.
IBM está explorando cuatro áreas principales de investigación en energía solar fotovoltaica: el uso de las tecnologías actuales para desarrollar células solares de silicio más baratas y eficientes, el desarrollo de nuevos dispositivos fotovoltaicos de lámina delgada, dispositivos de energía solar fotovoltaica de concentración y arquitecturas fotovoltaicas de generaciones futuras basadas en tales nanoestructuras como puntos cuánticos semiconductores y nanohilos.